# L'Olimpiade (Piccini)
L'Olimpiade és una òpera en tres actes composta per Niccolò Piccinni sobre un llibret italià de Pietro Metastasio. S'estrenà al Teatro delle Dame de Roma el carnestoltes de 1761.
A Catalunya, s'estrenà el 1769 al Teatre de la Santa Creu de Barcelona.